# Ryūta Tazaki
Ryūta Tazaki (田﨑 竜太, Tasaki Ryūta) est un réalisateur japonais de séries télévisées et de films, né le 19 avril 1964.

## Filmographie

### Séries télévisées
- 1987 : Kamen Rider BLACK (réalisateur assistant)
- 1995 : Chōriki Sentai Ohranger
- 1996 : Gekisō Sentai Carranger
- 1997 : Denji Sentai Megaranger
- 1998 : Seijū Sentai Gingaman
- 1999 : Power Rangers : L'Autre Galaxie
- 2000 : Power Rangers : Sauvetage éclair
- 2001 : Kamen Rider Agito
- 2002 : Kamen Rider Ryuki
- 2003 : Pretty Guardian Sailor Moon (superviseur)
- 2003 : Kamen Rider 555
- 2005 : Sh15uya
- 2006 : Kamen Rider Kabuto
- 2007 : Kamen Rider Den-O
- 2007 : Cutie Honey : THE LIVE
- 2008 : Kamen Rider Kiva
- 2009 : Kamen Rider Decade
- 2009 : Kamen Rider W
- 2010 : Kamen Rider OOO
- 2011 : Kamen Rider Fourze
- 2012 : Hikōnin Sentai Akibaranger
- 2012 : Kamen Rider Wizard
- 2013 : Kamen Rider Gaim
- 2014 : Kamen Rider Drive
- 2015 : Kamen Rider Ghost
- 2017 : Kamen Rider Build
- 2018 : Kamen Rider Zi-O
- 2019 : Kamen Rider Zero-One
- 2021 : Kikai Sentai Zenkaiger
- 2022 : Avataro Sentai Donbrothers
- 2022 : Kamen Rider Geats
- 2023 : Kamen Rider Gotchard
- 2024 : Kamen Rider Gavv
- 2025 : No.1 Sentai Gozyuger

### VOD
- 1994 : Ninja Sentai Kakuranger, Super Video : Le parchemin secret (Kōdansha Super Video)
- 1996 : Gekisō Sentai Carranger : Super Video (Kōdansha Super Video)
- 1998 : Denji Sentai Megaranger VS Carranger (V-Cinema)
- 1999 : Power Rangers L'Autre Galaxie : Le retour du Magna Defender
- 2000 : Power Rangers en 3D : Triple Force
- 2000 : Power Rangers : Sauvetage éclair : Ranger Titanium - La malédiction du cobra
- 2001 : Power Rangers Sauvetage éclair : La colère de la reine
- 2004 : Pretty Guardian Sailor Moon : Special Act. (réalisateur + rôle de Tsukino Kenji)
- 2005 : Pretty Guardian Sailor Moon : Act.ZERO
- 2016 : Kamen Rider Amazons
- 2022 : Kamen Rider OOO 10th : La résurrection des Core Medals (V-Cinext)
- 2022 : Kamen Rider OOO, sur le Net : La résurrection des Core Medals - Prologue
- 2022 : Kamen Rider OOO, sur le Net : Les origines secrètes de Birth X - Prologue
- 2022 : OOO 10th : Les origines secrètes de Birth X
- 2024 : Kamen Rider 555 20th : Paradise Regained (V-Cinext)
- 2024 : Kamen Rider 555 : L'affaire de meurtre

### Films
- 2001 : Kamen Rider Agito, le film : PROJECT G4
- 2002 : Kamen Rider Ryuki : EPISODE FINAL
- 2003 : Kamen Rider 555, le film : Paradise Lost
- 2006 : Gamera : The Brave
- 2007 : Kamen Rider : THE NEXT
- 2008 : Kamen Rider Kiva, le film : Le roi du château dans le monde des Démons
- 2009 : Super Kamen Rider Den-O & Decade NEO Generations, le film : Le navire de guerre d'Onigashima
- 2009 : Kamen Rider × Kamen Rider, W & Decade : MOVIE Taisen 2010
- 2010 : Kamen Rider × Kamen Rider, OOO & Double feat. Skull : MOVIE Taisen CORE
- 2011 : Salvage Mice
- 2013 : Kamen Rider × Kamen Rider, Gaim & Wizard : La fatidique Sengoku MOVIE Daigassen
- 2019 : Kamen Rider Zi-O, le film : Over Quartzer
- 2021 : Saber + Zenkaiger : SuperHero Senki / Kamen Rider Revice : le film
- 2024 : Kamen Rider Gotchard : The Future Daybreak

### Téléfilms
- 2001 : Kamen Rider Agito : Une nouvelle transformation
- 2002 : Kamen Rider Ryuki : 13RIDERS

### Spectacles
- 2004 : Pretty Guardian Sailor Moon : Kirari ☆ Super Live